# Tucurú
Tucurú (auch San Miguel Tucurú) ist ein Ort in Guatemala und Verwaltungssitz der gleichnamigen Großgemeinde (Municipio) im Departamento Alta Verapaz. In dem 96 km² großen Municipio leben rund 30.000 Menschen, in Tucurú über 2.000.

## Geografie
Der Ort Tucurú liegt im Süden von Alta Verapaz auf etwa 460 m Höhe. Das Municipio erstreckt sich zwischen der Sierra de Chamá im Norden und den nordwestlichen Ausläufern der Sierra de las Minas im Süden am Oberlauf des Río Polochic. Im Vergleich zum wesentlich höher gelegenen westlichen Nachbarmunicipio Tamahú ist das Klima in Tucurú vom tropischen Tiefland Izabals beeinflusst, in das sich im Osten das Polochic-Tal öffnet.
Das Municipio grenzt im Norden an die Gemeinden San Juan Chamelco und Senahú, im Osten an Santa Catalina La Tinta, im Süden an Purulhá (Baja Verapaz) und im Westen an Tamahú.

## Bevölkerung
Die Bevölkerung gehört größtenteils zu den Maya-Volksgruppen Pocomchí und Kekchí, der Rest sind Ladinos. Etliche Einwohner stammen von deutschen Einwanderern ab.

## Geschichte
Der Ort wird bereits im Popol Vuh, dem heiligen Buch der Quiché, als Ah Tucurub erwähnt. Bezug genommen wird auf die als Tucur bezeichneten Bewohner, die in Diensten der Fürsten von Xibalbá standen, welche in Tucurub ansässig waren. Sie wurden im 16. Jahrhundert von Dominikanern missioniert, die dem Ort den Namen San Miguel Tucurú gaben. Tucurú gehörte lange Zeit zum Municipio Tactic. Ab 1870 kamen sehr viele Einwanderer aus Deutschland in die Region, die hier im Zug von Enteignungen große Ländereien bekamen und hauptsächlich Kaffee anbauten, der größtenteils nach Deutschland exportiert wurde. Die landwirtschaftlichen Erzeugnisse wurden mit der Verapaz-Eisenbahn durch das Polochic-Tal ins weiter östlich gelegene Panzós gebracht, dort eingeschifft und über den Fluss, den Izabal-See, den Río Dulce und den Atlantik nach Europa gebracht.

## Wirtschaft und Verkehr
Tucurú liegt etwa 35 km östlich der gut ausgebauten Fernstraße CA 14, die von Cobán über El Rancho und die Atlantikfernstraße nach Guatemala-Stadt führt. Auf diesem Weg sind es 212 km nach Guatemala-Stadt und 64 nach Cobán. Über die schlecht ausgebaute Nationalstraße 7 ist Tucurú durch das Polochic-Tal nach Osten hin mit Izabal verbunden. Wichtigster Wirtschaftszweig ist die Landwirtschaft.